# Leo Pierson
Leo Pierson (Abilene, 25 dicembre 1888 – Los Angeles, 2 ottobre 1943) è stato un attore statunitense che lavorò nel cinema all'epoca del muto. Nella sua carriera che copre gli anni dieci del Novecento prese parte a oltre una cinquantina di film.

## Filmografia
- The Profligate, regia di Francis Boggs - cortometraggio (1911)
- In the Shadow of the Pines, regia di Hobart Bosworth - cortometraggio (1911)
- The Voyager: A Tale of Old Canada, regia di Hobart Bosworth - cortometraggio (1911)
- McKee Rankin's '49', regia di Hobart Bosworth - cortometraggio (1911)
- Out-Generaled, regia di Francis Boggs - cortometraggio (1911)
- The Bootlegger, regia di Hobart Bosworth - cortometraggio (1911)
- The Chief's Daughter, regia di Hobart Bosworth - cortometraggio (1911)
- George Warrington's Escape, regia di Hobart Bosworth - cortometraggio (1911)
- The Little Widow, regia di Francis Boggs - cortometraggio (1911)
- The Fork in the Road, regia di Tom Santschi - cortometraggio (1915)
- Her Career, regia di Burton L. King - cortometraggio (1915)
- The Yellow Streak, regia di Burton L. King - cortometraggio (1915)
- Across the Desert, regia di Burton L. King - cortometraggio (1915)
- Two Brothers and a Girl, regia di Burton L. King - cortometraggio (1915)
- Polishing Up Polly, regia di Burton L. King - cortometraggio (1915)
- The Girl and the Reporter, regia di Tom Santschi - cortometraggio (1915)
- The Octopus, regia di Tom Santschi - cortometraggio (1915)
- The Heart of Paro, regia di Tom Santschi - cortometraggio (1915)
- In the King's Service, regia di Tom Santschi - cortometraggio (1915)
- The Blood Seedling, regia di Tom Santschi - cortometraggio (1915)
- The Vengeance of Rannah, regia di Tom Santschi - cortometraggio (1915)
- Young Love, regia di Tom Santschi - cortometraggio (1915)
- A Jungle Revenge, regia di Tom Santschi - cortometraggio (1915)
- The Grinning Skull, regia di George Nichols - cortometraggio (1916)
- At Piney Ridge, regia di William Robert Daly (1916)
- An Elephant's Gratitude, regia di Tom Santschi - cortometraggio (1916)
- The Private Banker, regia di Tom Santschi - cortometraggio (1916)
- His Brother's Keeper, regia di William Robert Daly - cortometraggio (1916)
- Into the Northland, regia di William Robert Daly - cortometraggio (1916)
- Converging Paths, regia di Burton L. King - cortometraggio (1916)
- Only a Rose, regia di Burton L. King - cortometraggio (1916)
- Out of the Shadows, regia di Burton L. King - cortometraggio (1916)
- The Crisis, regia di Colin Campbell (1916)
- The Road to Fame, regia di Burton L. King - cortometraggio (1916)
- Avarice, regia di E. Magnus Ingleton e Leslie T. Peacocke - cortometraggio (1917)
- The Comeback, regia di George Marshall - cortometraggio (1917)
- Is Money All?, regia di Ruth Ann Baldwin - cortometraggio (1917)
- 'Twixt Love and Desire, regia di Ruth Ann Baldwin - cortometraggio (1917)
- The Birth of Patriotism, regia di E. Magnus Ingleton (1917)
- Treason, regia di Allen Holubar (1917)
- The Heart of Jules Carson, regia di Burton L. King - cortometraggio (1917)
- The Return of Soapweed Scotty, regia di Burton L. King - cortometraggio (1917)
- The Framed Miniature, regia di Burton L. King - cortometraggio (1917)
- The Font of Courage, regia di Burton L. King - cortometraggio (1917)
- The L. X. Clew, regia di Burton L. King - cortometraggio (1917)
- A Soldier of the Legion, regia di Ruth Ann Baldwin - cortometraggio (1917)
- A Wife on Trial, regia di Ruth Ann Baldwin (1917)
- '49-'17, regia di Ruth Ann Baldwin (1917)
- The Spreading Evil, regia di James Keane (1918)
- High Tide, regia di Gilbert P. Hamilton (1918)
- Desert Law, regia di Jack Conway (1918)
- The Girl of My Dreams, regia di Louis Chaudet (1918)
- The Cove of Missing Men, regia di Frederick Sullivan
- The Poppy Girl's Husband, regia di William S. Hart e Lambert Hillyer (1919)
- The Solitary Sin, regia di Frederick Sullivan (1919)
- Wagon Tracks, regia di Lambert Hillyer (1919)